# Steinbruch Landesherrn nordwestlich Berge
Koordinaten: 51° 34′ 48″ N, 8° 21′ 27″ O
Das Naturschutzgebiet Steinbruch Landesherrn nordwestlich Berge liegt auf dem Gebiet der Gemeinde Anröchte im Kreis Soest in Nordrhein-Westfalen. Das Gebiet erstreckt sich nordwestlich von Berge, einem Ortsteil von Anröchte. Die Landesstraße L 735 verläuft östlich und die A 44 nördlich.

## Bedeutung
Für Anröchte ist seit 1994 ein 11,70 ha großes Gebiet unter der Schlüsselnummer SO-042 als Naturschutzgebiet ausgewiesen.